# Поперняк, Анатолий Никифорович
Анатолий Никифорович Поперняк (родился в 1936 году, город Артемовск Красноярского края РСФСР) — советский партийный деятель, депутат Верховного Совета УССР 10-12-го созывов в 1982 — 1994 г. Член Ревизионной Комиссии КПУ в 1981—1986 гг. Кандидат в члены ЦК КПУ в 1986—1990 гг. Член ЦК КПУ в 1990—1991 гг.

## Биография
Родился в семье служащих. В 1951—1955 годах учился в Одесском автомобильно-дорожном техникуме. Окончив в 1955 году техникум, стал работать техником-механиком ремонтных мастерских машинно-дорожной станции на ст. Варна Челябинской области.
С 1955 по 1958 год находился в рядах Советской Армии. В 1958—1963 годах учился в Одесском политехническом институте (инженер-механик), затем окончил Высшую партийную школу при ЦК КПСС.
В 1960 году становится членом КПСС.
В 1963—1964 годах работал сменным мастером, начальником участка Одесского завода тяжелого краностроения имени Январского восстания.
С 1964 года на ответственной партийной работе — инструктор, заведующий отделом, второй секретарь Ильичевского райкома партии города Одессы.
В 1970 году избирается председателем Ильичевского райисполкома, а в 1971 — первым секретарем Ильичевского райкома КПУ города Одессы.
В 1975—1978 годах работал инспектором ЦК КПУ.
С сентября 1978 по 1980 год работает секретарем Хмельницкого обкома КПУ. В 1980 — октябре 1982 года работает 2-м секретарем Хмельницкого обкома КПУ.
В октябре 1982 — апреле 1990 г. — председатель исполнительного комитета Хмельницкой областной Рады народных депутатов. С 6 апреля 1990 по 12 февраля 1991 г. — председатель Хмельницкого областного Совета народных депутатов. С февраля 1991 года работал заместителем председателя Хмельницкого облисполкома (на общественных началах). С 1994 года работал начальником управления магистральных автодорог № 6 концерна «Укрпутьстрой».
Награждён двумя орденами Трудового Красного Знамени, орденом «Знак Почета» и медалями.